# Listă de filme americane din 1902
Aceasta este o listă de filme americane din 1902:
| Titlu                                                                            | Regizor                            | Actori | Gen                     | Note |
| -------------------------------------------------------------------------------- | ---------------------------------- | ------ | ----------------------- | ---- |
| Arrival of Prince Henry (of Prussia) and President Roosevelt at Shooter's Island |                                    |        | Scurtmetraj, știri      |      |
| The Burlesque Suicide, No. 2                                                     | George S. Fleming, Edwin S. Porter |        |                         |      |
| Burning of Durland's Riding Academy                                              | Edwin S. Porter                    |        | Documentar, scurtmetraj |      |
| The Girls in the Overalls                                                        |                                    |        |                         |      |
| The Interrupted Bathers                                                          | George S. Fleming, Edwin S. Porter |        | Comedie, scurtmetraj    |      |
| Jack and the Beanstalk                                                           | George S. Fleming, Edwin S. Porter |        |                         |      |
| Who Said Watermelon?                                                             |                                    |        | Comedie, scurtmetraj    |      |
| Snow White                                                                       | Siegmund Lubin                     |        |                         |      |